# 양지고등학교 (경기)
양지고등학교(陽地高等學校)는 대한민국 경기도 안산시 단원구 고잔동에 있는 공립 고등학교이다.

## 학교 연혁
- 2002년 1월 14일 : 양지고등학교 설립 인가(16학급)
- 2002년 3월 1일 : 초대 김교선 교장 취임
- 2002년 3월 4일 : 제1회 입학식(16학급 535명)
- 2005년 2월 4일 : 제1회 졸업식(15학급 518명)
- 2023년 9월 1일 : 제9대 이승표 교장 취임
- 2023년 12월 28일 : 제20회 졸업식(11학급 236명, 연인원 9,460명)
- 2024년 3월 4일 : 제23회 입학식(11학급 265명)

## 참고 자료
- 양지고등학교 - 한국교육학술정보원 학교알리미